# Bruno Vanoni
Bruno Vanoni (* 24. Mai 1959 in Bad Ragaz; heimatberechtigt in Cazis und Bad Ragaz) ist ein Schweizer Politiker (GFL/Grüne).

## Leben
Bruno Vanoni studierte in Zürich und Bern Geschichte und Staatsrecht und war parallel dazu journalistisch tätig. Sein politisches Engagement begann in der Jungen CVP der Schweiz und im Dachverband der Schweizer Jugendorganisationen (SAJV). Beruflich war Vanoni von 2007 bis 2023 Informationsbeauftragter des Fonds Landschaft Schweiz (FLS). Zuvor arbeitete er als Redaktor beim St. Galler Tagblatt und war anschliessend fünfzehn Jahre Bundeshauskorrespondent des St. Galler Tagblatts sowie des Tages-Anzeigers. 2004 wurde er für eine Recherche über fremde Geheimdienst-Aktivitäten und ihre Instrumentalisierung durch die Politik mit dem Zürcher Journalistenpreis ausgezeichnet. Er ist verheiratet und Vater eines Sohnes und einer Tochter.

## Politik
Vanoni wurde 2008 in den Grossen Gemeinderat (Legislative) von Zollikofen gewählt. 2012, 2016 und 2020 schaffte er jeweils die Wiederwahl. Er ist seit dem August 2014 Mitglied des Grossen Rates des Kantons Bern, wo er seit August 2016 bis Ende 2023 die Fraktion der Grünen in der Bildungskommission vertrat.
Vanoni ist Vorstandsmitglied der Grünen Freien Liste Zollikofen, der Grünen Mittelland Nord sowie des VCS Region Bern. Von 2008 bis 2021 war Vanoni Co-Vorsitzender der Rudolf Steiner Schule Bern Ittigen Langnau.